# Konolfingen
Konolfingen (toponimo tedesco) è un comune svizzero di 5 292 abitanti del Canton Berna, nella regione di Berna-Altipiano svizzero (circondario di Berna-Altipiano svizzero).

## Storia
Il comune di Konolfingen è stato istituito il 1º gennaio 1933 con la fusione dei comuni soppressi di Gysenstein e Stalden im Emmental; dava il nome al distretto di Konolfingen (soppresso nel 2009), il cui capoluogo era però Schlosswil.

## Monumenti e luoghi d'interesse

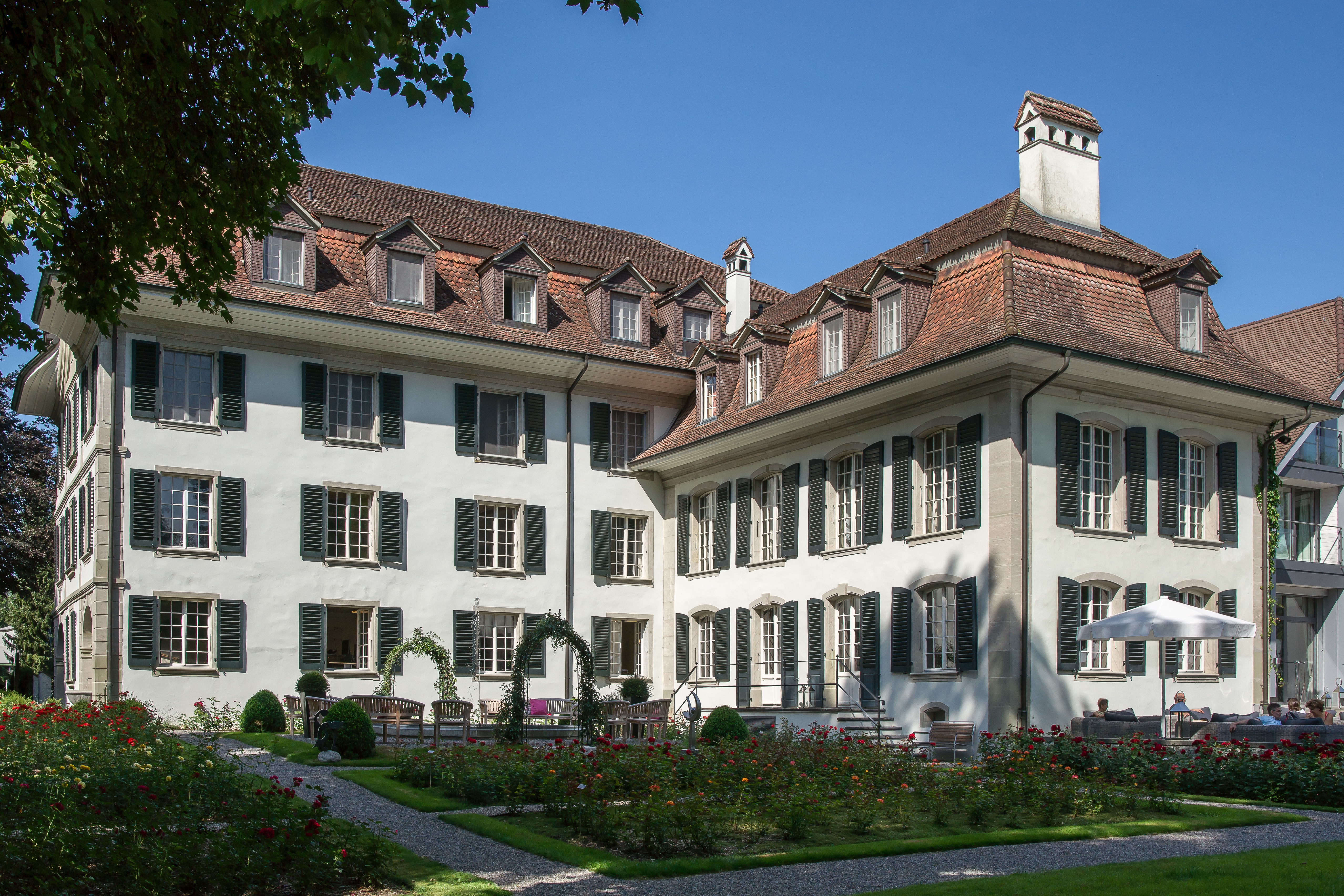
Il castello di Hünigen

- Chiesa riformata, eretta nel 1898[1];
- Castello di Hünigen, ricostruito nel 1554[2].

## Società

### Evoluzione demografica
L'evoluzione demografica è riportata nella seguente tabella:
Abitanti censiti

## Geografia antropica
- Gysenstein[4]
  - Ballenbühl
  - Buchli
  - Herolfingen
  - Hötschigen
  - Hürnberg
  - Konolfingen-Dorf
  - Niedergysenstein
  - Ursellen
- Stalden im Emmental[2]

## Infrastrutture e trasporti

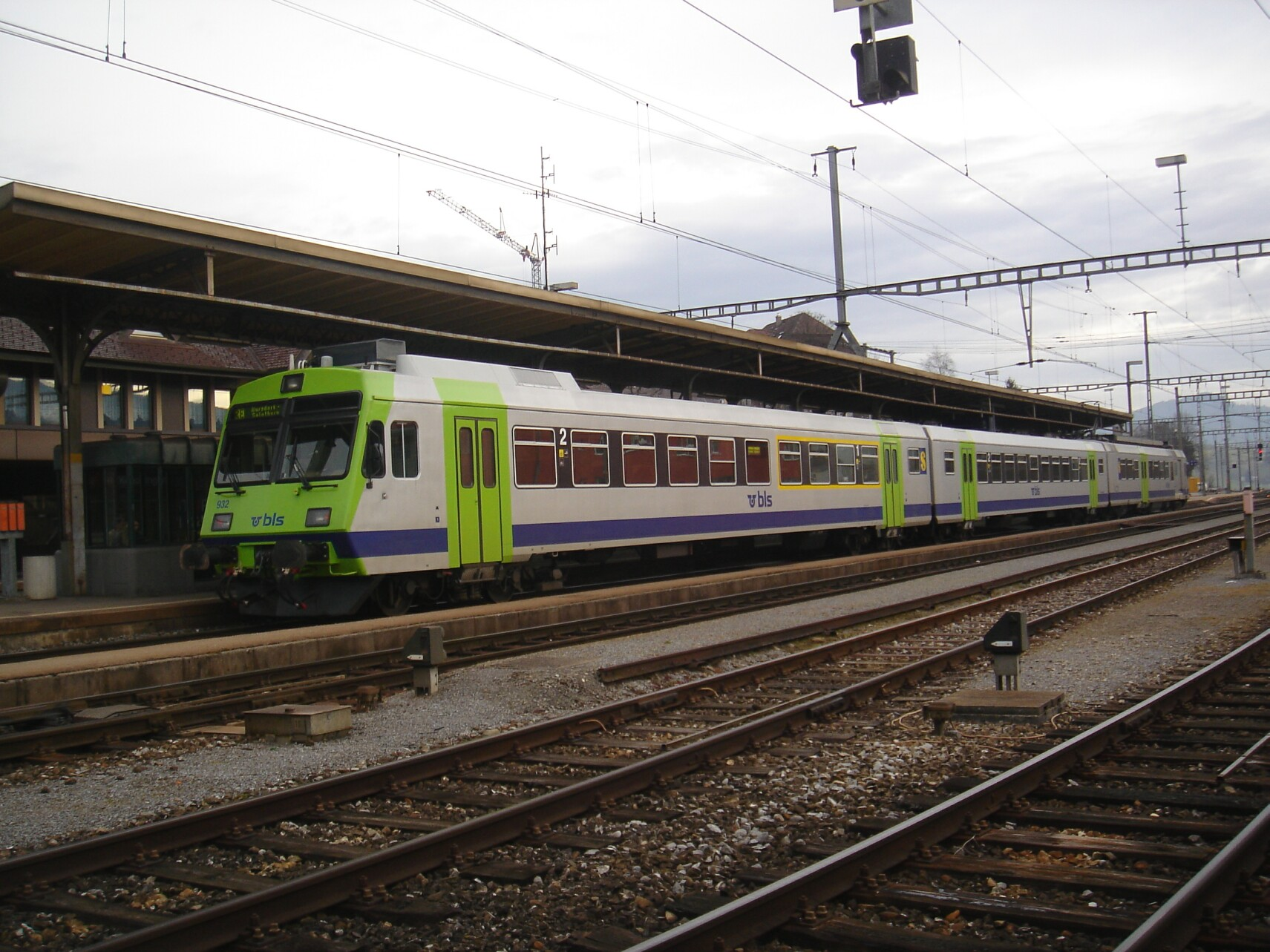
La stazione di Konolfingen

Konolfingen è servito dall'omonima stazione sulle ferrovie Berna-Lucerna e Burgdorf-Thun.